# جمعية كشافة جزر القمر
جمعية كشافة جزر القمر هي المنظمة الكشفية الوطنية في جزر القمر، تأسست في عام 1975، وأصبحت عضوا في المنظمة العالمية للحركة الكشفية في عام 1990. وشارك الجمعية في العديد من الأنشطة التعليمية المتنوعة ولديها حوالي 1725 عضوا اعتبارا من عام 2004.